# Баскская мифология

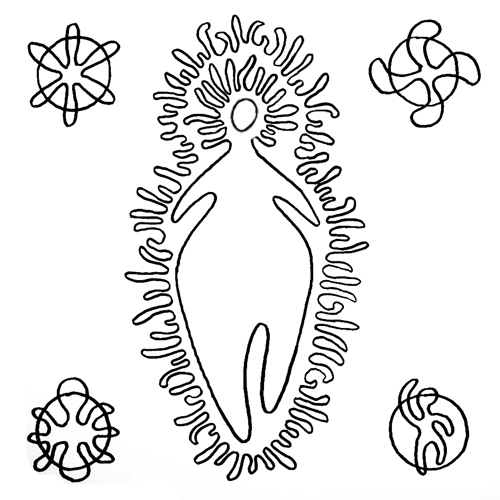
Изображение богини Мари

Ба́скская мифология — мифология басков, неиндоевропейского народа, проживающего в горных областях севера Пиренейского полуострова. Среди прочего, описывается переплетением древних языческих преданий с христианскими представлениями.

## Особенности
Верования басков, претерпевшие сильные изменения в связи с принятием христианства, тем не менее сохраняли ещё в XX столетии много архаичных черт. Велика была вера в магию и магические ритуалы, в души мёртвых, блуждающих в определённое время в определённых местах, в духов и божеств. Особое место в мифологии басков занимал эче (баск. Etxe) — дом, отчасти одушевлёная отчизна человека, заботящаяся о своих обитателях и в то же время являющаяся центром мироздания для них. Это представление было связано с культом предков, очень почитаемым в стране басков. Мифологические представления басков были разнообразны в зависимости от областей, и порой значительно отличались. Часто обычай или божество было известно в какой-то одной области, не встречаясь в других. Эти убеждения сохранились до XXI века благодаря художникам и писателям, в том числе Лесама Перьер, Пачи Хабьер, который является частью поколения баскских скульпторов, рожденных и выросших с магией баскской мифологии. С вытеснением древних преданий христианством связан расхожий миф о конце духов после прихода Кишми (баск. Kixmi — обезьяна), так называли баски Иисуса Христа.

## Баскский пантеон
Наиболее почитаемыми баскскими богами были: Урци, Орци или Эгуски — богиня солнца; Иларгиа, Иласки или Илларгуи — лунная богиня, как и Луна, связанная с культом мёртвых; Мари — земная богиня и Сугаар, бог и земли и неба, также считающийся змеем. Орци, также называемый Остом, является и богом неба и грома, часто его сравнивают с Юпитером, Зевсом или Тором. Злыми духами почитались божество ночи Гауэко, предостерегающее человека от ночных странствий, Иелчу, Ингума, Соргин (sorginak — ведьмы). Бейгорри — духи превращающиеся в животных, и многие другие.